# ロアッソ熊本の選手一覧
ロアッソ熊本の選手一覧（ロアッソくまもとのせんしゅいちらん）は、ロアッソ熊本に所属する選手・監督・コーチの一覧である。ロッソ熊本時代の選手・スタッフも掲載する。

## チームスタッフ・選手

### スタッフ
| 役職     | 氏名     | 生年月日（年齢）       | 前職                       | 在職年   | 備考                                                              |
| 監督     | 大木武   | 1961年7月16日（64歳）  | FC岐阜 監督                | 2020年 - |                                                                   |
| コーチ   | 高橋泰   | 1980年9月29日（44歳）  | カマタマーレ讃岐 選手      | 2021年 - | 2006年 - 2008年は選手として在籍 2016年 - 2020年はアカデミーコーチ |
| コーチ   | 田森大己 | 1983年8月13日（42歳）  | ロアッソ熊本ユースコーチ   | 2025年 - |                                                                   |
| コーチ   | 岡本賢明 | 1988年4月9日（37歳）   | ロアッソ熊本ユース監督     | 2025年 - | 熊本市出身。2014-2017は選手として在籍                             |
| GKコーチ | 谷井健二 | 1983年12月11日（41歳） | ロアッソ熊本ユースGKコーチ | 2025年 - |                                                                   |

### 選手
| Pos | No. | 選手名             | 生年月日（年齢）       | 前所属                 | 在籍年                  | HG選手 | 備考                                              |
| GK  | 1   | 佐藤史騎           | 2001年11月1日（23歳）  | 東海大学               | 2024年 -                | -      |                                                   |
| GK  | 23  | 佐藤優也           | 1986年2月10日（39歳）  | ジェフユナイテッド千葉 | 2021年 -                | -      |                                                   |
| GK  | 40  | 小園泰士朗         | 2007年7月11日（18歳）  | ロアッソ熊本Jrユース   | 2025年3月 -             | -      | 2種登録選手                                       |
| GK  | 50  | バーンズ・アントン | 2003年10月1日（21歳）  | FC町田ゼルビア         | 2025年3月 -             | -      | 新加入 期限付き移籍                               |
| GK  | 55  | 武者大夢           | 1999年1月7日（26歳）   | アスルクラロ沼津       | 2025年 -                | -      | 新加入                                            |
|     |     |                    |                        |                        |                         |        |                                                   |
| DF  | 2   | 黒木晃平           | 1989年7月31日（36歳）  | サガン鳥栖             | 2013年 -                | -      | 大津町出身                                        |
| DF  | 3   | 大西遼太郎         | 1997年11月24日（27歳） | FC岐阜                 | 2023年 -                | -      |                                                   |
| DF  | 4   | 袴田裕太郎         | 1996年6月24日（29歳）  | 東京ヴェルディ         | 2025年 -                | -      | 期限付き移籍                                      |
| DF  | 5   | 阿部海斗           | 1999年6月18日（26歳）  | 福岡大学               | 2022年 -                | -      | 2021年は特別指定選手として在籍                    |
| DF  | 6   | 岩下航             | 1999年4月1日（26歳）   | 柏レイソル             | 2021年 2024年 -         | -      | 2024年は期限付き移籍                              |
| DF  | 24  | 李泰河             | 2003年1月16日（22歳）  | 朝鮮大学校             | 2025年 -                | -      | 新加入                                            |
| DF  | 26  | 宮㟢海斗           | 2000年11月29日（24歳） | FC刈谷                 | 2023-2024年7月 2025年 - | ◯      | 再加入 期限付き移籍から復帰 ユース出身 熊本市出身 |
| DF  | 30  | 長嶋志歩           | 2006年4月21日（19歳）  | 相生学院高等学校       | 2025年 -                | -      | 新加入                                            |
|     |     |                    |                        |                        |                         |        |                                                   |
| MF  | 7   | 竹本雄飛           | 1997年8月19日（27歳）  | 立命館大学             | 2020年 -                | -      |                                                   |
| MF  | 8   | 上村周平           | 1995年10月15日（29歳） | ロアッソ熊本ユース     | 2014年 -                | 〇     | キャプテン 益城町出身                             |
| MF  | 9   | 大本祐槻           | 1994年9月24日（30歳）  | FC琉球                 | 2023年 -                | -      |                                                   |
| MF  | 10  | 古長谷千博         | 2001年10月25日（23歳） | 常葉大学               | 2024年 -                | -      |                                                   |
| MF  | 13  | 飯星明良           | 2002年11月8日（22歳）  | 九州産業大学           | 2025年 -                | 〇     | 新加入 ユース出身 熊本市出身                      |
| MF  | 15  | 三島頌平           | 1995年11月20日（29歳） | FC岐阜                 | 2022年 -                | -      |                                                   |
| MF  | 16  | 松岡瑠夢           | 1998年7月22日（27歳）  | 栃木SC                 | 2023年 -                | -      |                                                   |
| MF  | 17  | 藤井皓也           | 2001年8月29日（23歳）  | 中京大学               | 2024年 -                | -      | 2023年は特別指定選手として在籍                    |
| MF  | 19  | 渡邉怜歩           | 2003年2月6日（22歳）   | 鹿屋体育大学           | 2025年 -                | -      | 新加入                                            |
| MF  | 21  | 豊田歩             | 2000年11月25日（24歳） | 中央大学               | 2023年 -                | -      |                                                   |
| MF  | 25  | 小林慶太           | 2003年1月30日（22歳）  | 立教大学               | 2025年 -                | -      | 新加入                                            |
| MF  | 27  | 根岸恵汰           | 2002年7月12日（23歳）  | 仙台大学               | 2025年 -                | -      | 新加入                                            |
|     |     |                    |                        |                        |                         |        |                                                   |
| FW  | 11  | ベ・ジョンミン     | 2001年6月16日（24歳）  | 九州産業大学           | 2024年 -                | -      |                                                   |
| FW  | 14  | 塩浜遼             | 2000年5月7日（25歳）   | 福島ユナイテッドFC     | 2025年 -                | -      | 新加入                                            |
| FW  | 18  | 半代将都           | 2002年4月10日（23歳）  | 筑波大学               | 2025年 -                | -      | 新加入                                            |
| FW  | 20  | 大崎舜             | 2000年4月15日（25歳）  | 福岡大学               | 2023年 -                | -      | 2022年は特別指定選手として在籍                    |
| FW  | 28  | 神代慶人           | 2007年10月25日（17歳） | ロアッソ熊本ユース     | 2024年 -                | 〇     | 熊本市出身                                        |
| FW  | 33  | 橋本陸斗           | 2005年4月2日（20歳）   | ヴィッセル神戸         | 2025年7月 -             | -      | 新加入 期限付き移籍                               |

### 加入内定選手
| Pos | 選手名   | 生年月日（年齢）      | 加入年 | 現在所属先 | 備考 |
| MF  | 吉岡優希 | 2003年8月19日（21歳） | 2026年 | 国士舘大学 |      |
| MF  | 那須健一 | 2003年10月2日（21歳） | 2026年 | 中京大学   |      |

### 期限付き移籍加入中の選手
- 名前が太字は、育成型期限付き移籍。
- 移籍元が太字は、当該選手が移籍元と対戦する公式戦に出場不可

| Pos | 選手名             | 生年月日（年齢）      | 移籍元         | 移籍期間                      | 備考 |
| GK  | バーンズ・アントン | 2003年10月1日（21歳） | FC町田ゼルビア | 2025年3月28日 - 2026年1月31日 |      |
| FW  | 橋本陸斗           | 2005年4月2日（20歳）  | ヴィッセル神戸 | 2025年7月30日 - 2026年1月31日 |      |

### 期限付き移籍中の選手
- 名前が太字は、育成型期限付き移籍。
- 移籍先が太字は、当該選手が熊本と対戦する公式戦に出場不可。

| Pos | 選手名   | 生年月日（年齢）       | 在籍年             | HG選手 | 移籍先         | 移籍期間                     | 備考                                                |
| DF  | 相澤佑哉 | 2000年10月17日（24歳） | 2023年             | 〇     | クリアソン新宿 | 2025年2月1日 - 2026年1月31日 | ユース出身 八代市出身                               |
| FW  | 道脇豊   | 2006年4月5日（19歳）   | 2023年 - 2024年7月 | 〇     | SKベフェレン   | 2024年7月 - 2025年6月30日    | 2022年は2種登録選手として在籍 ユース出身 熊本市出身 |

## 外国籍選手
| 年                       | 一般                | 一般                                          | 一般                                  | 条件付き                            | 条件付き            | 条件付き                    | 条件付き |
| 年                       | 1                   | 2                                             | 3                                     | C契約                               | 在日枠              | AFC国籍枠                   | 提携国枠 |
| 2008                     | 車智鎬 (-09年7月)   | クォン・ソックン (8月-)                       | オ・ミンソク (8月-)                   | パク・サンテ (8月-)                 | --                  | 未施行                      | 未施行   |
| 2009                     | 車智鎬 (-09年7月)   | チョ・ソンジン                                | --                                    | --                                  | 吉川ウィリアム      | --                          | 未施行   |
| 2010                     | ファビオ (10年4月-) | チョ・ソンジン                                | ターレス (4月-7月)                    | --                                  | --                  | --                          | 未施行   |
| 2011                     | ファビオ (10年4月-) | エジミウソン                                  | イヴァン (-7月) ソン・イニョン (7月-) | --                                  | --                  | チョ・ソンジン              | 未施行   |
| 2012                     | ファビオ (10年4月-) | チェ・クンシク                                | --                                    | --                                  | --                  | --                          | 未施行   |
| 2013                     | ファビオ (10年4月-) | ジェフェルソン (-7月) ウーゴ (8月-)           | ドゥグラス                            | パブロ (-13年7月 -14年7月 -15年3月) | --                  | ノ・ヒョング (4月-)         | 未施行   |
| 2014                     | ファビオ (10年4月-) | ジョン・ミンヒョク (-7月) アンデルソン (7月-) | キム・ジョンソク                      | パブロ (-13年7月 -14年7月 -15年3月) | --                  | キム・ビョンヨン (14年7月-) | --       |
| 2015                     | クォン・ハンジン    | アンデルソン (-16年9月)                       | キム・ジョンソク                      | パブロ (-13年7月 -14年7月 -15年3月) | --                  | キム・ビョンヨン (14年7月-) | --       |
| 2016                     | キム・テヨン (3月-) | アンデルソン (-16年9月)                       | --                                    | --                                  | --                  | --                          | --       |
| 外国籍選手枠ルール改正   |                     |                                               |                                       |                                     |                     |                             |          |
| 年                       | 一般                | 一般                                          | 一般                                  | 一般                                | 一般                | 条件付き                    | 条件付き |
| 年                       | 1                   | 2                                             | 3                                     | 4                                   | 5                   | 在日枠                      | 提携国枠 |
| 2017                     | イム・ジンウ        | グスタボ                                      | ヤン・サンジュン                      | モルベッキ (3月-)                   | ジュニオール (7月-) | 安柄俊                      | --       |
| 2018                     | イム・ジンウ        | --                                            | ヤン・サンジュン                      | --                                  | --                  | 安柄俊                      | --       |
| 外国籍選手枠ルール改正後 |                     |                                               |                                       |                                     |                     |                             |          |
| 年                       | 一般                | 一般                                          | 一般                                  | 一般                                | 一般                | 一般                        | 提携国枠 |
| 2019                     | --                  | --                                            | --                                    | --                                  | --                  | --                          | --       |
| 2020                     | --                  | --                                            | --                                    | --                                  | --                  | --                          | --       |
| 2021                     | ターレス            | レオ・ケンタ                                  | --                                    | --                                  | --                  | --                          | --       |
| 2022                     | ターレス            | レオ・ケンタ                                  | --                                    | --                                  | --                  | --                          | --       |
| 2023                     | --                  | --                                            | --                                    | --                                  | --                  | --                          | --       |
| 2024                     | ベ・ジョンミン      | --                                            | --                                    | --                                  | --                  | --                          | --       |
| 2025                     | ベ・ジョンミン      | 李泰河                                        | バーンズ・アントン (3月-)             | --                                  | --                  | --                          | --       |

## 背番号変遷

### 1-10
|      | 1        | 2              | 3                | 4                       | 5            | 6          | 7        | 8          | 9              | 10         |
| 2025 | 佐藤史騎 | 黒木晃平       | 大西遼太郎       | 袴田裕太郎              | 阿部海斗     | 岩下渡     | 竹本雄飛 | 上村周平   | 大本祐槻       | 小長谷千博 |
| 2024 | 田代琉我 | 黒木晃平       | 大西遼太郎       | 藤田一途                | 阿部海斗     | 岡崎慎     | 竹本雄飛 | 上村周平   | 大本祐槻       | 伊東俊     |
| 2023 | 田代琉我 | 黒木晃平       | 大西遼太郎       | 藤田一途                | -            | 岡崎慎     | 田辺圭佑 | 上村周平   | 大本祐槻       | 伊東俊     |
| 2022 | 田代琉我 | 黒木晃平       | イヨハ理ヘンリー | 酒井崇一                | 菅田真啓     | 河原創     | 田辺圭佑 | 上村周平   | 髙橋利樹       | 伊東俊     |
| 2021 | 田代琉我 | 黒木晃平       | 小笠原佳祐       | 酒井崇一                | 菅田真啓     | 河原創     | 岩下航   | 上村周平   | 髙橋利樹       | 伊東俊     |
| 2020 | 野村政孝 | 黒木晃平       | 小笠原佳祐       | 酒井崇一                | 菅田真啓     | 河原創     | 中原輝   | 上村周平   | 谷口海斗       | 伊東俊     |
| 2019 | 畑実     | 黒木晃平       | 小笠原佳祐       | 酒井崇一                | 植田龍仁朗   | 村上巧     | 片山奨典 | 上村周平   | 原一樹         | 伊東俊     |
| 2018 | 畑実     | 黒木晃平       | イム・ジンウ     | 園田拓也                | 植田龍仁朗   | 村上巧     | 片山奨典 | 上村周平   | 安柄俊         | -          |
| 2017 | 畑実     | 黒木晃平       | イム・ジンウ     | 園田拓也                | 植田龍仁朗   | 村上巧     | 片山奨典 | モルベッキ | 安柄俊         | 平繁龍一   |
| 2016 | 畑実     | 黒木晃平       | 鈴木翔登         | 園田拓也                | 植田龍仁朗   | 村上巧     | 片山奨典 | 髙柳一誠   | アンデルソン   | 清武功暉   |
| 2015 | 畑実     | 黒木晃平       | 鈴木翔登         | 園田拓也                | 野田裕喜     | 藤本大     | 片山奨典 | 髙柳一誠   | 常盤聡         | 養父雄仁   |
| 2014 | 畑実     | 黒木晃平       | 高橋祐太郎       | 園田拓也                | 矢野大輔     | 篠原弘次郎 | 片山奨典 | 原田拓     | ファビオ       | 養父雄仁   |
| 2013 | 畑実     | 黒木晃平       | 高橋祐太郎       | 青木良太 ジェフェルソン | 矢野大輔     | 福王忠世   | 片山奨典 | 原田拓     | ファビオ       | 養父雄仁   |
| 2012 | 岩丸史也 | -              | 高橋祐太郎       | 廣井友信                | 矢野大輔     | 福王忠世   | 片山奨典 | 原田拓     | チェ・クンシク | 養父雄仁   |
| 2011 | 岩丸史也 | チョ・ソンジン | -                | 廣井友信                | エジミウソン | 福王忠世   | 片山奨典 | 原田拓     | 長沢駿         | 松橋章太   |
| 2010 | 木下正貴 | チョ・ソンジン | -                | 山下訓広                | 加藤健太     | 福王忠世   | 松岡康暢 | 原田拓     | 岡村和哉       | 松橋章太   |
| 2009 | 吉田智志 | 網田慎         | 河端和哉         | 山下訓広                | 山口武士     | 福王忠世   | 松岡康暢 | 喜名哲裕   | 中山悟志       | 木島良輔   |
| 2008 | 吉田智志 | 網田慎         | 河端和哉         | 鈴木祐輔                | 山口武士     | 福王忠世   | 松岡康暢 | 喜名哲裕   | 北川佳男       | 斉藤紀由   |
| 2007 | 太洋一   | 佐藤祐介       | 河端和哉         | 鈴木祐輔                | 山口武士     | 福王忠世   | 松岡康暢 | 喜名哲裕   | 北川佳男       | 斉藤紀由   |
|      | 1        | 2              | 3                | 4                       | 5            | 6          | 7        | 8          | 9              | 10         |

### 11-20
|      | 11             | 12                 | 13         | 14           | 15       | 16               | 17       | 18       | 19             | 20               |
| 2025 | べ・ジョンミン | サポーターナンバー | 飯星明良   | 塩浜遼       | 三島頌平 | 松岡瑠夢         | 藤井皓也 | 半代将都 | 渡邉怜歩       | 大崎舜           |
| 2024 | べ・ジョンミン | サポーターナンバー | 岩下航     | 酒井匠       | 三島頌平 | 松岡瑠夢         | 藤井皓也 | 石川大地 | 古長谷千博     | 大崎舜           |
| 2023 | 粟飯原尚平     | サポーターナンバー | 増田卓也   | 竹本雄飛     | 三島頌平 | 松岡瑠夢         | 平川怜   | 石川大地 | 島村拓弥       | 大崎舜           |
| 2022 | 粟飯原尚平     | サポーターナンバー | 増田卓也   | 竹本雄飛     | 三島頌平 | 松岡瑠夢         | 坂本亘基 | 杉山直宏 | 東出壮太       | 東野広太郎       |
| 2021 | 浅川隼人       | サポーターナンバー | 北村知也   | 竹本雄飛     | 水野泰輔 | 樋口叶           | 坂本亘基 | 杉山直宏 | 東出壮太       | 東野広太郎       |
| 2020 | 浅川隼人       | サポーターナンバー | 北村知也   | 竹本雄飛     | 坂本広大 | 田村翔太         | 石川啓人 | 髙橋利樹 | 相澤祥太       | 衛藤幹弥         |
| 2019 | 三島康平       | サポーターナンバー | 北村知也   | 中原輝       | 坂本広大 | 田村翔太         | 佐野翼   | -        | 八久保颯       | -                |
| 2018 | 皆川佑介       | サポーターナンバー | 多々良敦斗 | 田中達也     | 青木剛   | ヤン・サンジュン | 佐野翼   | 巻誠一郎 | 八久保颯       | 上里一将         |
| 2017 | グスタボ       | サポーターナンバー | 三鬼海     | 田中達也     | 田鍋陵太 | ヤン・サンジュン | 岡本賢明 | -        | 八久保颯       | 上里一将         |
| 2016 | 平繁龍一       | サポーターナンバー | 坂元大希   | キム・テヨン | 小谷祐喜 | 小牧成亘         | 岡本賢明 | 永井建成 | 森川泰臣       | 八久保颯         |
| 2015 | 平繁龍一       | サポーターナンバー | 坂元大希   | 岡本賢明     | 大谷尚輝 | 小牧成亘         | 齊藤和樹 | 永井建成 | 田中達也       | キム・ビョンヨン |
| 2014 | 藤本主税       | サポーターナンバー | 大迫希     | 岡本賢明     | 森川泰臣 | -                | 齊藤和樹 | 永井建成 | 五領淳樹       | 澤田崇           |
| 2013 | 藤本主税       | サポーターナンバー | 大迫希     | ドゥグラス   | 森川泰臣 | 甲斐敬介         | 齊藤和樹 | 南雄太   | 五領淳樹       | 白谷建人         |
| 2012 | 藤本主税       | サポーターナンバー | 大迫希     | 武富孝介     | 市村篤司 | 甲斐敬介         | 齊藤和樹 | 南雄太   | 五領淳樹       | 白谷建人         |
| 2011 | 宇留野純       | サポーターナンバー | 大迫希     | 武富孝介     | 市村篤司 | 矢野大輔         | 齊藤和樹 | 南雄太   | 加藤健太       | 岡村和哉         |
| 2010 | 宇留野純       | サポーターナンバー | 大迫希     | 井畑翔太郎   | 市村篤司 | 矢野大輔         | 山内祐一 | 南雄太   | 堤俊輔         | 笹垣拓也         |
| 2009 | 宇留野純       | サポーターナンバー | 大迫希     | 井畑翔太郎   | 市村篤司 | 矢野大輔         | 山内祐一 | 石井俊也 | 吉川ウィリアム | チョ・ソンジン   |
| 2008 | 高橋泰         | サポーターナンバー | 町田多聞   | 河野健一     | 市村篤司 | 矢野大輔         | 熊谷雅彦 | 中山悟志 | 上村健一       | 関光博           |
| 2007 | 高橋泰         | サポーターナンバー | 町田多聞   | 河野健一     | 市村篤司 | 矢野大輔         | 熊谷雅彦 | 大瀧直也 | 上村健一       | 関光博           |
|      | 11             | 12                 | 13         | 14           | 15       | 16               | 17       | 18       | 19             | 20               |

### 21-30
|      | 21         | 22           | 23       | 24                 | 25              | 26       | 27               | 28       | 29       | 30       |
| 2025 | 豊田歩     | -            | 佐藤優也 | 李泰河             | 小林慶太        | 宮㟢海斗 | 根岸恵汰         | 神代慶人 | -        | 長嶋志歩 |
| 2024 | 豊田歩     | -            | 佐藤優也 | 江﨑巧朗           | 東郷翼          | 宮㟢海斗 | -                | 神代慶人 | 道脇豊   | 東山達稀 |
| 2023 | 豊田歩     | 相澤佑哉     | 佐藤優也 | 江﨑巧朗           | 東郷翼          | 谷山湧人 | 土信田悠生       |          | 道脇豊   | 東山達稀 |
| 2022 | ターレス   | レオ・ケンタ | 佐藤優也 | 江﨑巧朗           | -               | 谷山湧人 | 土信田悠生       | -        | 宮原愛輝 | 東山達稀 |
| 2021 | ターレス   | レオ・ケンタ | -        | 小島圭巽           | 田尻康晴        | -        | 藤川虎太朗       | -        | 宮原愛輝 |          |
| 2020 | -          | 山本海人     | 小谷祐喜 | 小島圭巽           | 田尻康晴        | -        | 樋口叶           | -        | -        |          |
| 2019 | 野村政孝   | 山本海人     | 小谷祐喜 | 高瀬優孝           | 田辺圭佑        | -        | -                | -        | 中山雄登 | 衛藤幹弥 |
| 2018 | 野村政孝   | 上原拓郎     | 小谷祐喜 | 高瀬優孝           | 田辺圭佑        | 林祥太   | -                | 佐藤昭大 | 中山雄登 | 衛藤幹弥 |
| 2017 | 野村政孝   | 上原拓郎     | 小谷祐喜 | 木村祐志           | -               | 林祥太   | 光永祐也         | 佐藤昭大 | 中山雄登 | 齋藤恵太 |
| 2016 | 金井大樹   | 上原拓郎     | 藏川洋平 | -                  | 若杉拓哉        | -        | -                | 佐藤昭大 | 中山雄登 | 齋藤恵太 |
| 2015 | 金井大樹   | 米原秀亮     | 藏川洋平 | 岡﨑亮平           | 一美和成 パブロ | -        | 清武功暉         | -        | 中山雄登 | -        |
| 2014 | 金井大樹   | 吉井孝輔     | 藏川洋平 | ジョン・ミンヒョク | パブロ          | 山崎侑輝 | キム・ジョンソク | -        | 中山雄登 | 仲間隼斗 |
| 2013 | 佐藤慎之介 | 吉井孝輔     | 藏川洋平 | 筑城和人           | ウーゴ パブロ   | 山崎侑輝 | ノ・ヒョング     | 堀米勇輝 | 田中達也 | 仲間隼斗 |
| 2012 | 畑実       | 吉井孝輔     | 根占真伍 | 筑城和人           | 西森正明        | 田中俊一 | ファビオ         | 田島翔   | 田中達也 | 仲間隼斗 |
| 2011 | 木下正貴   | 吉井孝輔     | 根占真伍 | 筑城和人           | 西森正明        | 田中俊一 | ファビオ         | 菅沼駿哉 | 片山朗   | 仲間隼斗 |
| 2010 | 稲田康志   | 吉井孝輔     | 西弘則   | 筑城和人           | 西森正明        | 平木良樹 | ファビオ         | 藤田俊哉 | ターレス | 渡辺匠   |
| 2009 | 小林弘記   | 吉井孝輔     | 西弘則   | 車智鎬             | 西森正明        | 山本翔平 | 宮崎大志郎       | 藤田俊哉 | 原田拓   | -        |
| 2008 | 小林弘記   | 吉井孝輔     | 有村光史 | 車智鎬             | 西森正明        | 山本翔平 | 宮崎大志郎       | 佐藤祐介 | 小林陽介 | 山内祐一 |
| 2007 | 小林弘記   | 森川拓巳     | 有村光史 | 遠藤真仁           | 鈴木真司        | 山本翔平 | 宮崎大志郎       | 吉井孝輔 | 小林陽介 | 山内祐一 |
|      | 21         | 22           | 23       | 24                 | 25              | 26       | 27               | 28       | 29       | 30       |

### 31-40
|      | 31                            | 32                      | 33         | 34               | 35           | 36           | 37           | 38       | 39         | 40         |
| 2025 | -                             | -                       | 橋本陸斗   | -                | -            | -            | -            | -        | -          | 小園泰士朗 |
| 2024 | 佐藤史騎                      | -                       | -          | -                | -            | -            | -            | 岡田大和 | -          | -          |
| 2023 | -                             | 酒井匠                  | -          | -                | -            | -            | -            | -        | -          | -          |
| 2022 | -                             | 藤田一途                | 阿部海斗   | -                | -            | -            | 平川怜       | 大崎舜   | -          | -          |
| 2021 | 岡本知剛                      | -                       | -          | -                | 内山圭       | -            | -            | -        | -          | 北里大地   |
| 2020 | 岡本知剛                      | -                       | -          | -                | 内山圭       | -            | -            | -        | 鈴木翔登   | 北里大地   |
| 2019 | 岡本知剛                      | -                       | -          | -                | 内山圭       | -            | -            | -        | 鈴木翔登   | 小島圭巽   |
| 2018 | 伊東俊                        | 米原秀亮                | 坂本広大   | -                | 内山圭       | 似鳥康太     | 池谷友喜     | -        | 鈴木翔登   | 上田龍朋   |
| 2017 | 末次敦貴                      | 米原秀亮                | 薗田淳     | -                | 内山圭       | 巻誠一郎     | ジュニオール | 上村周平 | 嶋田慎太郎 | -          |
| 2016 | 原裕太郎                      | -                       | 薗田淳     | -                | 坂本亘基     | 巻誠一郎     | 渡邉真智     | 上村周平 | 嶋田慎太郎 | 米原秀亮   |
| 2015 | 原裕太郎                      | クォン・ハンジン        | 上原拓郎   | -                | アンデルソン | 巻誠一郎     | -            | 上村周平 | 嶋田慎太郎 | -          |
| 2014 | シュミット・ダニエル 加藤竜二 | 藤本大                  | 上村周平   | キム・ビョンヨン | アンデルソン | 巻誠一郎     | 髙柳一誠     | 橋本拳人 | 嶋田慎太郎 | 野田裕喜   |
| 2013 | -                             | 藤本大                  | 坂田良太   | -                | -            | -            | -            | 橋本拳人 | 北嶋秀朗   | -          |
| 2012 | 山崎侑輝                      | 森川泰臣                | -          | -                | -            | -            | -            | 藏川洋平 | 北嶋秀朗   | -          |
| 2011 | 三浦天悟                      | ソン・イニョン イヴァン | 前山拓也   | 田中達也         | -            | -            | -            | -        | -          | -          |
| 2010 | 三浦天悟                      | カレン・ロバート        | 片山奨典   | -                | -            | -            | -            | -        | -          | -          |
| 2009 | 稲田康志                      | -                       | 小森田友明 | -                | -            | -            | -            | -        | -          | -          |
| 2008 | 太洋一                        | 木島良輔                | 小森田友明 | クォン・ソックン | オ・ミンソ   | パク・サンテ | -            | -        | -          | -          |
| 2007 | 西森正明                      | 松岡卓                  | 小森田友明 | 太田浩二         | -            | -            | -            | -        | -          | -          |
|      | 31                            | 32                      | 33         | 34               | 35           | 36           | 37           | 38       | 39         | 40         |

### 41-50
|      | 41                   | 42       | 43       | 44       | 45       | 46-47 | 48       | 49 | 50                 |
| 2025 | -                    | -        | -        | -        | -        | -     | -        | -  | バーンズ・アントン |
| 2024 | -                    | -        | -        | -        | -        | -     | 唐山翔自 | -  | -                  |
| 2023 | ショファーネオ       | 宮本哲宏 | -        | -        | -        | -     | -        | -  | -                  |
| 2022 | ショファーネオ       | 本田硬靖 | 道脇豊   | -        | -        | -     | -        | -  | -                  |
| 2021 | 谷山湧人             | 廣田公明 | 阿部海斗 | 藤田一途 | -        | -     | -        | -  | -                  |
| 2020 | 岩下航               | 東出壮太 | -        | -        | -        | -     | -        | -  | -                  |
| 2019 | -                    | -        | -        | -        | -        | -     | -        | -  | -                  |
| 2018 | -                    | -        | -        | -        | 横山知伸 | -     | -        | -  | 水野晃樹           |
| 2017 | 菅沼実               | -        | -        | -        | -        | -     | -        | -  | -                  |
| 2016 | 菅沼実               | -        | -        | -        | -        | -     | -        | -  | -                  |
| 2015 | シュミット・ダニエル | -        | -        | -        | -        | -     | -        | -  | -                  |
| 2014 | -                    | -        | -        | -        | -        | -     | -        | -  | -                  |
| 2013 | -                    | -        | -        | -        | -        | -     | -        | -  | -                  |
| 2012 | -                    | -        | -        | -        | -        | -     | -        | -  | -                  |
| 2011 | -                    | -        | -        | -        | -        | -     | -        | -  | -                  |
| 2010 | -                    | -        | -        | -        | -        | -     | -        | -  | -                  |
| 2009 | 木下正貴             | -        | -        | -        | -        | -     | -        | -  | -                  |
| 2008 | 稲田康志             | -        | -        | -        | -        | -     | -        | -  | -                  |
| 2007 | -                    | -        | -        | -        | -        | -     | -        | -  | -                  |
|      | 41                   | 42       | 43       | 44       | 45       | 46-47 | 48       | 49 | 50                 |

### その他
|      | 55       |
| 2025 | 武者大夢 |
| 2024 | -        |
| 2023 | -        |
| 2022 | -        |
| 2021 | -        |
| 2020 | -        |
| 2019 | -        |
| 2018 | -        |
| 2017 | -        |
| 2016 | -        |
| 2015 | -        |
| 2014 | -        |
| 2013 | -        |
| 2012 | -        |
| 2011 | -        |
| 2010 | -        |
| 2009 | -        |
| 2008 | -        |
| 2007 | -        |
|      | 55       |

## 過去に在籍した選手・スタッフ

### スタッフ

#### 監督
- 北野誠 2009年
- 高木琢也 2010年-2012年
- 吉田靖 2013年-同年7月
- 小野剛 2014年-2015年：FC今治 スタッフ
- 清川浩行 2016年-2017年6月
- 池谷友良 2005年-2008年12月、2013年7月-2013年12月、2017年6月-12月：FC今治 グローバル事業部スタッフ
- 渋谷洋樹 2018年-2019年：ツエーゲン金沢 コーチ

#### ヘッドコーチ
- 北嶋秀朗 2014年-2015年、2017年-2019年（2014年はトップチームアシスタントコーチ兼アカデミースタッフ、2015年、2017年はコーチ）：クリアソン新宿 ヘッドコーチ
- 藤本主税 2021年-2024年、2015-2016年はジュニアユース監督、2017年はジュニア監督兼スクールコーチ、2018年-2020年はトップチームコーチ

#### フィジカルコーチ
- 村岡誠 2006年
- 池田誠剛 2015年
- 松本純一 2008年10月-2016年 (2012年までは非常勤トレーナー)：ベガルタ仙台 フィジカルコーチ
- 小宮万里夫 2016年-2018年

#### コーチ
- 嘉悦秀明 2007年：栃木SCジュニアユース コーチ
- 加藤竜二 2006年-2014年：JFAアカデミー福島女子 GKコーチ
- 森川拓巳 2010年-2013年1月：北海道コンサドーレ札幌U-15 監督
- 山口武士 2010年-2014年：エンフレンテ熊本スポーツクラブ コーチ
- 大瀬良直人 2007年-2014年 (2010年-2014年はアカデミーコーチ)
- 財前恵一 2016年-2017年6月
- 久藤清一 2016年-2017年：ツエーゲン金沢 ヘッドコーチ
- 石原田啓太 2006年-2018年 (2006年-2014年はアカデミーコーチ、2015年-2017年はテクニカルスタッフ)
- 増嶋真也 2019年-2024年

#### GKコーチ
- 澤村公康 2015年-2018年
- 豊島幸一 2019年-2020年：ガイナーレ鳥取 GKコーチ
- 伊藤竜一 2021年-2024年

### GK
- 太洋一 2005年-2008年：引退
- 船津佑也 2005年-2005年4月：引退
- 飯倉大樹 2006年：横浜F・マリノス
- 吉田智志 2008年-2009年：引退
- 小林弘記 2007年-2009年：引退
- 稲田康志 2008年-2010年7月：ベガルタ仙台 スクールコーチ
- 木下正貴 2009年-2011年：引退
- 三浦天悟 2010年-2011年
- 岩丸史也 2011年-2012年：引退
- 南雄太 2010年-2013年：引退
- 佐藤慎之介 2013年：ヴィッセル神戸 スクールコーチ
- シュミット・ダニエル 2014年4月-5月・2015年6月-12月：KAAヘント（ ベルギー）
- 金井大樹 2014年-2016年：新潟医療福祉大学サッカー部 GKコーチ
- 永井建成 2014年-2016年：FC大阪
- 原裕太郎 2015年-2016年5月：引退
- 似鳥康太 2018年3月-12月：引退
- 佐藤昭大 2016年-2018年：引退
- 畑実 2012年-2019年：引退
- 野村政孝 2017年-2020年
- 山本海人 2019年-2020年：福島ユナイテッドFC
- 内山圭 2017年7月-2021年：藤枝MYFC
- 増田卓也 2022年-2023年：引退
- 田代琉我 2021年-2024年：アルビレックス新潟

### DF
- 朝比奈伸 2005年-2006年：ガンバ大阪 強化部スタッフ
- 鈴木祐輔 2005年-2008年：引退
- 松下邦昭 2005年
- 高木建太 2005年
- 遠藤真仁 2005年-2007年：サンフレッチェ広島 ジュニアコーチ
- 大瀧直也 2006年-2007年：引退
- 森川拓巳 2006年-2007年：北海道コンサドーレ札幌U-15 監督
- 佐藤祐介 2006年6月-2008年6月：日本文理大学サッカー部 コーチ
- 上村健一 2007年-2008年：
- 有村光史 2007年-2008年：大分東明高校 教諭・サッカー部 監督
- 太田浩二 2007年
- 車智鎬 2008年-2009年7月：引退
- 網田慎 2008年-2009年：リベルタス千曲FC
- 河端和哉 2005年-2009年：札幌大学サッカー部 監督
- 山下訓広 2009年-2010年
- 堤俊輔 2010年
- チョ・ソンジン 2009年-2011年：水原三星ブルーウィングス ( 韓国)
- 菅沼駿哉 2011年：台中Futuro（ 台湾）
- 市村篤司 2005年-2012年：引退
- 廣井友信 2011年-2012年：引退
- ジェフェルソン 2013年
- 福王忠世 2005年-2013年：清水エスパルス サッカー普及部コーチ
- 青木良太 2013年：ガンバ大阪 強化部スタッフ
- 筑城和人 2010年-2013年：清水エスパルス 強化部スタッフ
- ノ・ヒョング 2013年
- 矢野大輔 2006年-2014年：長崎国際大学サッカー部コーチ
- 篠原弘次郎 2014年
- 藤本大 2013年-2014年7月、2015年：エンフレンテ熊本スポーツクラブコーチ
- 岡崎亮平 2015年6月-12月：ブラウブリッツ秋田
- クォン・ハンジン 2015年：大田ハナシチズン ( 韓国)
- 大谷尚輝 2015年：引退
- 森川泰臣 2013年-2016年：引退
- 藏川洋平 2012年-2016年
- 薗田淳 2016年 - 2017年7月：引退
- 光永祐也 2017年：VONDS市原
- ジュニオール 2017年：GEグロリア ( ブラジル)
- 三鬼海 2017年：FC町田ゼルビア
- イム・ジンウ 2017-2018年：光州FC( 韓国)
- 園田拓也 2014-2018年：引退
- 多々良敦斗 2018年
- ヤン・サンジュン 2017-2018年
- 横山知伸 2018年8月-12月：故人
- 青木剛 2018年：引退
- 植田龍仁朗 2016年-2019年：引退
- 片山奨典 2010年8月-2019年：引退
- 高瀬優孝 2018年-2019年：アヴェントゥーラ川口
- 衛藤幹弥 2018年-2020年：クリアソン新宿
- 小谷祐喜 2016年7月-2020年：奈良クラブ
- 鈴木翔登 2015年-2016年・2018年-2020年：クリアソン新宿
- 小笠原佳祐 2019年-2021年：藤枝MYFC
- 酒井崇一 2019年-2022年：ザスパクサツ群馬
- 菅田真啓 2020年-2022年：ベガルタ仙台
- 東野広太郎 2021年-2022年：引退
- レオ・ケンタ 2021年-2022年
- イヨハ理ヘンリー 2022年：サンフレッチェ広島
- 岡崎慎 2023年-2024年7月：
- 酒井匠 2023年7月-2024年8月：引退

### MF
- 森一紘　2005年-2006年：ディオス1995/FCパスィーノ伊丹代表兼監督
- 鎌田安啓 2005年-2006年：常葉大学浜松キャンパスサッカー部 コーチ
- 内林広高 2005年-2006年：MIOびわこ滋賀 スクールコーチ
- 鈴木勝大 2005年-2006年：桐光学園高等学校サッカー部監督
- 濱田照夫 2005年-2006年：鎮西高等学校サッカー部監督
- 関光博 2005年-2008年：トランFC( タイ)
- 大瀬良直人 2005年-2006年：引退
- 河野健一 2005年-2008年：引退
- 熊谷雅彦 2005年6月-2008年：ヴィッセル神戸 スクールコーチ
- 森戸壮介 2005年9月-12月：引退
- 斉藤紀由 2006年8月-2008年：引退
- クォン・ソックン 2008年8月-12月
- オ・ミンソ 2008年8月-12月
- 山口武士 2005年-2009年：エンフレンテ熊本スポーツクラブ コーチ
- 喜名哲裕 2007年-2009年：大宮アルディージャ ヘッドコーチ
- 石井俊也 2009年
- 山本翔平 2007年-2009年：おこしやす京都AC
- 宮崎大志郎 2006年-2009年：引退
- 小森田友明 2007年-2009年
- 平木良樹 2010年
- 松岡康暢 2006年10月-2010年：サンクタスサッカースクール 代表
- 西弘則 2009年-2010年：引退
- 藤田俊哉 2009年-2010年：リーズ・ユナイテッドAFC ( イングランド) スタッフ
- 渡辺匠 2010年：いわきFC スカウト本部スタッフ
- イヴァン 2011年
- エジミウソン 2011年：引退
- 片山朗 2011年：引退
- 西森正明 2007年-2012年：V・ファーレン長崎 アカデミーコーチ
- 根占真伍 2011年-2012年：引退
- 田中俊一 2011年-2012年：引退
- 田島翔 2012年
- 武富孝介 2011-2012年：ヴァンフォーレ甲府
- ドゥグラス 2013年
- 堀米勇輝 2013年：サガン鳥栖
- 原田拓 2009年-2014年：ロアッソ熊本スタッフ
- ファビオ 2010年-2014年：引退
- 藤本主税 2012年-2014年：ロアッソ熊本コーチ
- 大迫希 2009年-2014年：藤枝MYFCスタッフ
- 五領淳樹 2012年-2014年：鹿児島ユナイテッドFC
- 吉井孝輔 2006年-2014年：引退
- キム・ジョンソク 2014年
- 橋本拳人 2013年-2014年：SDウエスカ( スペイン)
- 山崎侑輝 2012年-2014年8月：ロアッソ熊本ジュニア コーチ
- 甲斐敬介 2012年-2013年：引退
- キム・ビョンヨン 2014年7月-2015年
- 養父雄仁 2012年-2015年：藤枝MYFC コーチ
- 仲間隼斗 2011年-2014年：鹿島アントラーズ
- 坂元大希 2015年-2016年9月
- 髙柳一誠 2014年8月-2016年：沖縄SV
- キム・テヨン 2016年3月-12月
- 清武功暉 2015年7月-2016年：おこしやす京都AC
- 小牧成亘 2015年-2016年：ヴァンラーレ八戸
- 岡本賢明 2014年-2017年：ロアッソ熊本ジュニア コーチ
- 菅沼実 2016年7月-2017年：九州産業大学サッカー部 コーチ
- 木村祐志 2017年8月-12月：鹿児島ユナイテッドFC
- 田鍋陵太 2017年8月-12月：引退
- 嶋田慎太郎 2014年-2017年：ツエーゲン金沢
- 上里一将 2017年-2018年：引退
- 上原拓郎 2015年-2018年：引退
- 林祥太 2017年-2018年:アルテリーヴォ和歌山
- 池谷友喜 2018年：クリアソン新宿
- 水野晃樹 2018年7月-12月：引退
- 田中達也 2015年・2017年-2018年：アビスパ福岡
- 米原秀亮 2015年-2018年：松本山雅FC
- 村上巧  2016年-2019年：引退
- 八久保颯 2016年-2019年：引退
- 中山雄登 2014年-2019年：クリアソン新宿
- 坂本広大 2018年-2020年：引退
- 田村翔太 2019年-2020年：ヴィアティン三重
- 相澤祥太 2020年：引退
- 中原輝 2019年-2020年：サガン鳥栖
- 石川啓人 2020年：レノファ山口FC
- 岡本知剛 2019年-2021年：引退
- 水野泰輔 2021年：藤枝MYFC
- 藤川虎太朗 2021年：ジュビロ磐田
- 河原創 2020年-2022年：サガン鳥栖
- 坂本亘基 2021年-2022年：モンテディオ山形
- 杉山直宏 2021年-2022年：ジェフユナイテッド千葉
- ターレス 2021年-2022年：徳島ヴォルティス
- 東出壮太 2021年-2022年：ガイナーレ鳥取
- 田辺圭佑 2018年-2019年・2022年-2023年：引退
- 平川怜 2022年8月-2023年：ジュビロ磐田
- 島村拓弥 2023年：柏レイソル
- 伊東俊 2018-2024年：引退
- 藤田一途 2022-2024年：
- 東山達稀 2022-2024年：
- 谷山湧人 2022-2023年：
- 東郷翼 2023-2024年：

### FW
- 高部聖 2005年-2006年：フットサルクラブWING コーチ
- 嘉悦秀明 2005年：ビアンコーネ福島スポーツクラブU-15 監督
- 首藤啓祐 2005年：引退
- 町田多聞 2005年-2008年：引退
- 奈良安剛 2005年9月-12月：横浜F・マリノス育成部コーチ
- 米山大輔 2005年10月-2006年：引退
- 福嶋洋 2005年10月-2006年：福岡大学サッカー部 コーチ
- 高橋泰 2006年-2008年：ロアッソ熊本 トップコーチ
- 鈴木真司 2006年-2007年：エンフレンテ熊本スポーツクラブ コーチ
- 北川佳男 2007年-2008年：水戸ホーリーホックジュニアユース 監督
- 小林陽介 2007年-2008年：松本山雅FC スタッフ
- パク・サンテ 2008年8月-12月
- 中山悟志 2007年-2009年：ガンバ大阪強化部スタッフ
- 木島良輔 2008年-2009年：引退
- 吉川ウィリアム 2009年：引退
- ターレス 2010年-2010年7月：ランプーン・ウォーリアーズFC（タイ語版） ( タイ)
- 山内祐一 2007年-2010年：引退
- 井畑翔太郎 2009年-2010年：静岡産業大学サッカー部 コーチ
- 笹垣拓也 2010年：引退
- カレン・ロバート 2010年7月-12月：房総ローヴァーズ木更津FC 選手兼代表
- ソン・イニョン 2011年：引退
- 宇留野純 2009年-2011年：TRE2030 STRIKER ACADEMY コーチ
- 松橋章太 2010年-2011年：引退
- 長沢駿 2011年：大分トリニータ
- 岡村和哉 2010年-2011年
- チェ・クンシク 2012年
- 北嶋秀朗 2012年-2013年：大宮アルディージャ コーチ
- 白谷建人 2012年-2013年：セレッソ大阪 サッカースクールコーチ
- ウーゴ 2013年：イピランガFC ( ブラジル)
- 高橋祐太郎 2012年-2014年：セレッソ大阪西U-15 コーチ
- 澤田崇 2014年：V・ファーレン長崎
- ジョン・ミンヒョク 2014年：引退
- パブロ 2013年4月-7月、2014年：引退
- 常盤聡 2015年：引退
- 齊藤和樹 2011年-2015年：クリアソン新宿
- アンデルソン  2014年7月-2016年9月
- 若杉拓哉 2016年7月-12月
- 平繁龍一 2015年-2017年7月：引退
- 齋藤恵太 2016年-2017年7月：ファジアーノ岡山
- モルベッキ 2017年：ノヴァ・ヴェネーシアFC（ポルトガル語版） ( ブラジル)
- グスタボ 2017年：セハーノFC（ポルトガル語版） ( ブラジル)
- 皆川佑介 2018年
- 安柄俊 2017-2018年：引退
- 巻誠一郎 2014-2018年：引退
- 原一樹 2019年：引退
- 三島康平 2019年：COEDO KAWAGOE F.C
- 佐野翼 2018年-2019年：クリアソン新宿
- 谷口海斗 2020年：アルビレックス新潟
- 浅川隼人 2020年-2021年：松本山雅FC
- 北村知也 2019年-2021年：
- 髙橋利樹 2020年-2022年：横浜FC
- 粟飯原尚平 2022年-2023年：FC岐阜
- 土信田悠生 2022年-2023年：ツエーゲン金沢
- 石川大地 2023年-2024年：ジェフユナイテッド千葉

## アカデミー
主に熊本市東部を活動拠点としているロアッソ熊本ユースに加えて、2019年より阿蘇（主に高森町）を拠点としたロアッソ熊本ジュニアユース阿蘇が発足している。2020年より球磨地方（主に人吉市）を拠点としたロアッソ熊本ジュニアユース人吉が発足した。
阿蘇地区ではかねてより高SPO（高森町総合スポーツクラブ）と連携しサッカースクールを実施していた。2019年より本格的にジュニアユースとして活動している。
人吉地区では人吉FA（人吉サッカー協会運営）が2019年より発足しており、これを母体にして2020年よりジュニアユースとして活動する。
熊本地区については入団に際しセレクションを行うが、阿蘇、人吉に関しては希望者は全員入団することが出来るという違いがある。

### アカデミースタッフ　(2021)
| 役職                                   | 名前       | 生年月日               | 在籍年   | 前職                                                         | 備考                                    |
| アカデミーダイレクター                 | 藤原英晃   | 1961年3月4日（64歳）   | 2018年-  | ノルディーア北海道 監督                                      | JFA S級                                 |
| ヘッドオブコーチング兼ユース監督       | 中山貴夫   | 1974年7月20日（51歳）  | 2017年-  | ブレイズ熊本ユース 監督                                      | JFA A級                                 |
| 育成コーディネーター                   | 原田拓     | 1982年10月27日（42歳） | 2021年-  | ロアッソ熊本 フロント                                        | JFA C級                                 |
| ユースコーチ                           | 山崎侑輝   | 1990年4月21日（35歳）  | 2018年-  | ロアッソ熊本ジュニアユース コーチ                            | JFA B級                                 |
| ユースコーチ                           | 深山翔平   | 1989年8月25日（35歳）  | 2019年 - | tonan前橋 選手                                               | JFA C級                                 |
| GKコーチ                               | 谷井健二   | 1983年12月11日（41歳） | 2016年 - | 流通経済大学 GKコーチ                                        | JFA B級 GK B級                          |
| フィジカルコーチ                       | 有田祐典   | 1992年10月2日（32歳）  | 2017年 - |                                                              | 日体協公認アスレティックトレーナー      |
| ジュニアユース(熊本)チーフコーチ       | 岡本賢明   | 1988年4月9日（37歳）   | 2018年 - | ロアッソ熊本 選手                                            | JFA B級                                 |
| ジュニアユース(熊本)コーチ             | 海野正太郎 | 1983年8月24日（41歳）  | 2018年 - | 前橋フットボールクラブ コーチ                                | JFA B級                                 |
| ジュニアユース(熊本)コーチ             | 下川正生   | 1981年6月30日（44歳）  | 2020年 - | ツエーゲン金沢 スクールコーチ                                | JFA A級                                 |
| ジュニアユース(熊本)GKコーチ           | 飯野雅俊   | 1998年12月3日（26歳）  | 2020年 - |                                                              | JFA C級 GK C級                          |
| ジュニアユース(阿蘇)コーチ             | 桑原斗南   | 1979年2月17日（46歳）  | 2019年 - |                                                              | JFA C級                                 |
| ジュニアユース(阿蘇)チーフコーチ       | 上村剛史   | 1991年12月18日（33歳） | 2019年 - | ギラヴァンツ北九州 スクールコーチ                            | JFA B級                                 |
| ジュニアユース(人吉)コーチ             | 八木大     | 1991年12月5日（33歳）  | 2021年 - |                                                              | JFA B級                                 |
| ジュニアユース(人吉)コーチ             | 竹下雅隆   | 1995年2月11日（30歳）  | 2018年 - |                                                              | JFA C級                                 |
| ジュニア(熊本)監督兼スクールコーチ     | 竹田亮     | 1986年4月29日（39歳）  | 2018年 - | レアル・マドリード・ファンデーション・フットボールアカデミー | JFA B級 スペインサッカー協会公認レベル3 |
| ジュニア(熊本)コーチ兼スクールコーチ   | 北澤航季   | 1991年11月9日（33歳）  | 2018年 - |                                                              | JFA B級                                 |
| ジュニア(熊本)GKコーチ兼スクールコーチ | 北原亮     | 1994年4月13日（31歳）  | 2019年 - |                                                              | JFA C級 GK C級                          |

### アカデミー出身選手
アカデミー年期はU-18カテゴリーのもの
- 1993年/1994年生 (アカデミー1期生)
  - 甲斐敬介 出水中学校→ロアッソ熊本ユース→ロアッソ熊本→奈良クラブ→FC.ISE-SHIMA
- 1994年/1995年生 (アカデミー2期生)
  - 森川泰臣 ロアッソ熊本ジュニアユース→ロアッソ熊本ユース→ロアッソ熊本→ガイナーレ鳥取→ロアッソ熊本→藤枝MYFC→ヴェルスパ大分→東邦チタニウム
  - 赤星雄祐 ロアッソ熊本ジュニアユース→ロアッソ熊本ユース→関西学院大学→滋賀ユナイテッドMFC→FC徳島→カマタマーレ讃岐
  - 河野公寿 ロアッソ熊本ジュニアユース→ロアッソ熊本ユース→びわこ成蹊スポーツ大学→バンディオンセ加古川→ FCウランバートル→FC岐阜SECOND→Cove FC→FK beograd→KLU
- 1995年/1996年生 (アカデミー3期生)
  - 上村周平 太陽スポーツクラブ熊本U-12→ロアッソ熊本ジュニアユース→ロアッソ熊本ユース→ロアッソ熊本
  - 嶋田慎太郎 FCビッグウェーブ→ロアッソ熊本ジュニアユース→ロアッソ熊本ユース→ロアッソ熊本→大宮アルディージャ→大分トリニータ→大宮アルディージャ→ツエーゲン金沢→大宮アルディージャ→ツエーゲン金沢
  - 池谷友喜 ロアッソ熊本ジュニアユース→ロアッソ熊本ユース→中央大学→ロアッソ熊本→カマタマーレ讃岐→クリアソン新宿
  - 坂本広大 ロアッソ熊本ジュニアユース→ロアッソ熊本ユース→中京大学→ロアッソ熊本→鈴鹿ポイントゲッターズ→レイラック滋賀
  - 柳田健太 ロアッソ熊本ジュニアユース→ロアッソ熊本ユース→びわこ成蹊スポーツ大学→奈良クラブ→カマタマーレ讃岐→ヴェロスクロノス都農
  - 山本宗太朗 ロアッソ熊本ジュニアユース→熊本大津高校→関西大学→奈良クラブ
  - 加藤大喜 ロアッソ熊本ジュニアユース→神村学園高等部→九州産業大学→ヴィアティン三重→ジェイリースFC
- 1997年/1998年生 (アカデミー5期生)
  - 河原創 山鹿FCジュニア→ロアッソ熊本ジュニアユース→ソレッソ熊本→熊本大津高校→福岡大学→ロアッソ熊本→サガン鳥栖→川崎フロンターレ
- 1998年/1999年生 (アカデミー6期生)
  - 米原秀亮 河江イレブン→ロアッソ熊本ジュニアユース→ロアッソ熊本ユース→ロアッソ熊本→松本山雅FC→ヴァンフォーレ甲府→松本山雅FC
  - 高江麗央 ソレッソ熊本→熊本ユナイテッドSC U-12→ロアッソ熊本ジュニアユース→東福岡高校→ガンバ大阪→FC町田ゼルビア→ガンバ大阪→FC町田ゼルビア
  - 坂本亘基 ロアッソ熊本ジュニアユース→ロアッソ熊本ユース→明治大学→ロアッソ熊本→横浜FC→モンテディオ山形
- 1999年/2000年生 (アカデミー7期生)
  - 衛藤幹弥 ロアッソ熊本ジュニアユース→ロアッソ熊本ユース→ロアッソ熊本→鹿児島ユナイテッドFC→ヴェロスクロノス都農
  - 牛島理子 ロアッソ熊本ジュニアユース→日ノ本学園高校→INAC神戸レオネッサ
  - 宮本華乃 ロアッソ熊本ジュニアユース→日ノ本学園高校→マイナビベガルタ仙台レディース→INAC神戸レオネッサ→AC長野パルセイロ・レディース
- 2000年/2001年生 (アカデミー8期生)
  - 宮㟢海斗 エンフレンテ熊本→ソレッソ熊本→ロアッソ熊本ユース→鹿屋体育大学→ロアッソ熊本→FC刈谷
  - 相澤佑哉 八代いずみFC→太田郷SC→エスペランサ熊本Jrユース→ロアッソ熊本ユース→駒澤大学→ロアッソ熊本→クリアソン新宿
  - 駒木秀人 ソレッソ熊本→ロアッソ熊本ユース→九州産業大学→アルビレックス新潟シンガポール→カヤFC
  - 吉野真央 長嶺FC→ロアッソ熊本ジュニアユース→聖和学園高等学校→早稲田大学→サンフレッチェ広島レジーナ
- 2001年/2002年生 (アカデミー9期生)
  - 小島圭巽 ブレイズ熊本→ロアッソ熊本ユース→ロアッソ熊本→おこしやす京都AC→ロアッソ熊本→おこしやす京都AC→GOLD COAST KNIGHTS
  - 田尻康晴 ブレイズ熊本→ロアッソ熊本ユース→ロアッソ熊本→高知ユナイテッドSC→ロアッソ熊本→高知ユナイテッドSC
  - 樋口叶 ロアッソ熊本ジュニアユース→ロアッソ熊本ユース→ロアッソ熊本→高知ユナイテッドSC→ロアッソ熊本→高知ユナイテッドSC
  - 上野正騎 ソレッソ熊本→ロアッソ熊本ユース→明治大学→クリアソン新宿
  - 荒木遼太郎 ロアッソ熊本ジュニアユース→東福岡高校→鹿島アントラーズ→FC東京
- 2002年/2003年生 (アカデミー10期生)
  - 宮原愛輝 ロアッソ熊本ジュニアユース→熊本大津高校→ロアッソ熊本
  - 飯星明良 ソレッソ熊本→ロアッソ熊本ユース→九州産業大学→ロアッソ熊本
- 2003年/2004年生 (アカデミー11期生)
  - 谷山湧人 UKI-C.FC U-12→UKI-C.FC U-15→ロアッソ熊本ユース→ロアッソ熊本→FC徳島
- 2006年/2007年生 (アカデミー14期生)
  - 道脇豊 太陽SC→ロアッソ熊本ジュニアユース→ロアッソ熊本ユース（16歳でプロ契約締結に伴い退団）→ロアッソ熊本→ SKベフェレン(期限付き移籍)
- 2007年/2008年生 (アカデミー14期生)
  - 神代慶人 第二さくらスポーツクラブ→ロアッソ熊本ジュニア→ロアッソ熊本ジュニアユース→ロアッソ熊本ユース（16歳でプロ契約締結に伴い退団）→ロアッソ熊本

※1999年/2000年生、2000年/2001年生の世代は、ジュニアユースにて女子選手を受け入れていた。

## 特別指定選手

### 2011年
- 田中達也 (大学1年)：九州産業大学
- 前山拓也 (大学2年)：九州産業大学

### 2012年
- 田中達也 (大学2年)：九州産業大学
- 山崎侑輝 (大学4年)：鹿屋体育大学→進路:ロアッソ熊本

### 2013年
- 田中達也 (大学3年)：九州産業大学
- 坂田良太 (大学4年)：鹿屋体育大学→進路：栃木SC

※坂田良太は2013年8月30日に登録抹消となっている

### 2014年
- 野田裕喜 (高校2年)：熊本大津高校

### 2015年
- 野田裕喜 (高校3年)：熊本大津高校→進路:ガンバ大阪
- 一美和成 (高校3年)：熊本大津高校→進路:ガンバ大阪

### 2017年
- 末次敦貴 (大学3年)：東海大学熊本キャンパス→進路:ホンダロックSC

### 2020年
- 岩下航 (大学4年)：桐蔭横浜大学
- 東出壮太 (大学4年)：北陸大学

### 2021年
- 阿部海斗 (大学4年)：福岡大学
- 江﨑巧朗 (大学4年)：駒澤大学
- 土信田悠生 (大学4年)：駒澤大学
- 藤田一途 (大学4年)：仙台大学
- 東山達稀 (大学4年)：静岡産業大学

### 2022年
- 大崎舜 (大学4年)：福岡大学

### 2023年
- 藤井皓也 (大学4年)：中京大学